# Знищити всіх монстрів
«Знищити всіх монстрів» («Ґодзілла: Парад монстрів»; яп.怪獣総進撃, кайдзю: з: сінгекі, «Загальна атака монстрів») — японський кайдзю-фільм жанру режисера Ісіро Хонди. Це — останній фільм в Сьова-серії фільмів про Ґодзіллу, який отримав доброзичливі відгуки фанатів. Це дев'ятий фільм про Ґодзіллу, п'ятий фільм про Мотру, четвертий фільм про Родан, а також третій, в якому з'являється Кінг Гідора і другий, в якому з'являються Ангірус, Варан, Манда, Барагон, Горозавр, Мінілла і Кумонга (Варан і Ангірус тут вперше показані кольоровими).

## Сюжет
У 1999 році Японія засновує колонію на Місяці, а також спільно з ООН відправляє всіх земних монстрів для охорони і подальшого вивчення на спеціальний острів-заповідник Монстр-ленд (або острів Монстрів) — один з Бонінських островів. Спеціальні контрольні пристрої, що випускають дим при наближенні монстрів і захисний екран, що оточує острів, не дають монстрам втекти. Однак злі інопланетяни кілааки, що заснували базу на Місяці, беруть чудовиськ під свій контроль і направляють їх в найбільші міста світу, щоб почати захоплення Землі. Ґодзілла нападає на Нью-Йорк, Родан — на Москву, личинка Мотри — на Пекін, Горозавр — на Париж, Манда — на Лондон. Команда астронавтів прибуває на Землю, але стикається з людьми, яких контролюють кілааки. Вони повертаються на Місяць і ліквідують там базу кілааків.
Зрештою всі монстри — Ґодзілла, Мінілла, личинка Мотри, Родан, Горозавр, Ангірус, Манда, Кумонга, Барагон і Варан звільняються від контролю і збираються біля гори Фудзі. Щоб позбутися від монстрів, кілааки посилають Кінг Гідору, але земні монстри розправляються з ним. Тоді кілааки застосовують свою секретну зброю під назвою «Вогняний Дракон». Астронавтам вдається направити дію Вогняного Дракона проти кілааків. База інопланетян знищена, а монстри повертаються на острів Монстр-ленд, де доживають залишок життя, мирно співіснуючи один з одним.

## Кайдзю
- Ґодзілла
- Мотра
- Родан
- Ангірус
- Кінг Гідора
- Мінілла
- Манда
- Горозавр
- Барагон
- Варан
- Кумонга
- Камакурас (використаний матеріал, помилково)

## У головних ролях
- Акіра Кубо — капітан Катсуо Ямаде
- Юр Тазакі  — доктор Йошідо
- Юкіко Кобаясі — Куоко Манабе
- Йошіо Тсучія — доктор Отані
- Кіоко Ай — Королева кілааків
- Ендрю Хаджес — доктор Стівенсон
- Кенджі Сахара  — Нішікава, командир бази на Місяці
- Чотаро Тогін — астронавт Огата
- Йошібумі Таджима — генерал Сігуяма Тала
- Харуо Накадзіма  — Ґодзілла
- Сусуму Утсумі — Кінг Гідора
- Хіроші Секіта  — Ангірус
- Марчан Дварф — Мінілла
- Теруоші Ніґакі — Родан

## Історія створення фільму
Спочатку фільм планувалося назвати «All Monsters Attack Directive». У початковій версії сценарію були присутні Ґодзілла, личинка Мотри, Кінг Гідора, Родан, Барагон з фільму «Франкенштейн проти Барагона», Варан з фільму «Великий монстр Варан», Кумонга з фільму «Син Ґодзілли», Манда з фільму «Атрагон: Літаюча суперсубмарина», Ебіра з фільму «Ґодзілла проти морського монстра» і гігантська моржоподібна рептилія Магума з фільму «Горас». За сценарієм Магума повинен був разом з Барагоном охороняти базу кілааків. З кінцевого варіанту сценарію Ебіра і Магума були прибрані. Також були додані ще три монстра — Ангірус з фільму «Ґодзілла знову нападає», Мінілла з фільму «Син Ґодзілли» і Горозавр з фільму «Втеча Кінг-Конга». Також роль Барагона стала менш значимою. В кінцевому сценарії він повинен був атакувати Париж, але на зйомках сцени атаки Парижа костюм Барагон перебував на зйомках серіалу «Ultraman» і його довелося замінити Горозавром. Проте Барагон все ж декілька разів з'являвся у фільмі.
Під час зйомок фільму костюм Варана порвався. Через це монстра показували відносно мало.

## Американська версія
У 1969 році компанія American International Pictures транслювала фільм в Північній Америці. Версія для трансляції в Америці була створена студією Titan Productions (раніше відомої як Titra Studios).
Були проведені наступні зміни:
- Діалоги були дубльовані на англійську Хелом Лайнденом і іншими американськими акторами.
- Початкові слова диктора «Кінець двадцятого століття» були замінені на «1999 рік».
- Вступні титри були переміщені в кінець фільму, а також були змінені на білі титри на чорному тлі.
- Вирізано: Мінілла закриває очі передніми лапами, коли Кінг Гідора скидає Ангіруса.
- Вирізано: Барагон і Варан боряться з армією.
- Вирізано: Битва Ґодзілли і Манди в Токіо.
- Марш, написаний Акірою Іфукубе, який грав під час вторгнення монстрів в Токіо, був доданий в якості фону до кінцевих титрів.

Ця версія фільму стала «міжнародною версією» Toho. Фільм без видалених сцен, дубльований токійською компанією Вільяма Росса Frontier Enterprises став продаватися за кордоном в 1968 році. Пізніше American International Pictures виявили, що дубляж є стандартним і передали фільм без видалених сцен на студію Titan Productions для запису нового дубляжу.